# Hortipes hesperoecius
Hortipes hesperoecius är en spindelart som beskrevs av Jan Bosselaers och Rudy Jocqué 2000. Hortipes hesperoecius ingår i släktet Hortipes och familjen flinkspindlar.
Artens utbredningsområde är Sierra Leone. Inga underarter finns listade i Catalogue of Life.